# هارتسل (کلرادو)
هارتسل (به انگلیسی: Hartsel) یک منطقهٔ مسکونی در ایالات متحده آمریکا است که در شهرستان پارک، کلرادو واقع شده‌است. هارتسل ۶۷۷ نفر جمعیت دارد و ۲٬۷۰۲ متر بالاتر از سطح دریا واقع شده‌است.